# Pietro De Rossi di Santarosa
Pour les articles homonymes, voir Santa Rosa.
Pietro De Rossi di Santarosa (né à Savillan, dans l'actuelle province de Coni, au Piémont le 5 avril 1805, mort à Turin le 5 août 1850) est un homme politique  italien. 

## Biographie
Pietro De Rossi étudie le droit et il écrit dans le journal fondé par Cavour Il Risorgimento des articles de politique et d'économie. Il devient un ami de Cavour avec qui il se rend à Paris et à Londres en 1835 
En 1848, il devient commissaire extraordinaire de Reggio, puis il est ministre des travaux publics, de l'agriculture et du commerce des gouvernements Alfieri et d'Azeglio 
À sa mort, en raison des lois anticléricales Siccardi qui viennent d'être adopter par le gouvernement Cavour, on lui refuse l'extrême-onction 

### Biographie
- (it) Saraceno, Vita del cavaliere Pietro Derossi di Santarossi, Turin, Stamperia Dell'Unione, 1864
- (it) Carlo Boncompagni di Mombello, Educazione, scuola e politica nelle memorie autobiografiche, Turin, Vita e Pensiero, 1999, 100 p. (lire en ligne), p. 59
- (it) Giuseppe Briacca, ""Pietro De Rossi di Santa Rosa, Giuseppe Siccardi, Camillo Benso di Cavour, cattolici riformatori tra regalismo e liberalismo"",  libreria Universitaria editrice, 1988.